# Dittiberg
Der Dittiberg ist ein bewaldeter Hügel in Zuchwil und Derendingen im Schweizer Kanton Solothurn.

## Geographie
Der höchste Punkt des Hügels liegt auf 467 m ü. M. Im Osten endet der Hügel in einem steilen Hang zum Fluss Emme, im Norden in der Zuchwiler Ebene. Im Süden und Westen grenzt er an den Bleichenberg. Besitzerin des Mischwaldes ist die Bürgergemeinde Zuchwil.

## Geologie
Der Hügelzug Birchi-Bleichenberg-Dittiberg besteht aus tertiärer Molasse. Am Dittiberg ist an der Emme Sandstein sichtbar. In den Eiszeiten wurde diese Molasse mit einer Moräneschicht überzogen.

## Namensherkunft
Der Name Dittiberg wird im Schweizerdeutschen Wörterbuch auf ein Brünnlein zurückgeführt, aus dem Hebammen kleine Kinder holen sollen. Ditti ist eine alte Bezeichnung für Kleinkind.

## Naherholungsgebiet
Der Dittiberg ist durch Wanderwege für die Naherholung erschlossen. Auf dem Dittiberg und dem benachbarten Bleichenberg befindet sich ein Vitaparcours. Der Dittiberg ist mit öffentlichen Verkehrsmitteln erreichbar, am nächsten von der Bushaltestelle Derendingen-Kreuzplatz aus.